# Coleotechnites piceaella
Coleotechnites piceaella is een vlinder uit de familie tastermotten (Gelechiidae). De wetenschappelijke naam is voor het eerst geldig gepubliceerd in 1903 door Kearfott.
De soort komt voor in Europa.